# نورمانا (تگزاس)
نورمانا (به انگلیسی: Normanna) یک منطقهٔ مسکونی در ایالات متحده آمریکا است که در شهرستان بی، تگزاس واقع شده‌است. نورمانا ۳٫۵ کیلومتر مربع مساحت و ۱۱۳ نفر جمعیت دارد و ۸۲ متر بالاتر از سطح دریا واقع شده‌است.